# Нельская башня
Нельская башня (фр. tour de Nesle) — одна из угловых сторожевых башен крепостной стены Парижа, возведённой Филиппом II Августом в начале XIII века.

## История
Башня находилась на левом берегу Сены, напротив башни Лувра, на том месте, где сейчас находится левый угол дворца Института Франции. Сначала называлась башней Филиппа Августа, позже — башней Филиппа Амлена, по имени парижского прево, руководившего её строительством. Высотой 25 м и шириной 10 м, она была сооружена недалеко от особняка, принадлежавшего графу де Нелю. В дальнейшем и башня отошла к особняку.
В 1308 году Филипп IV за 5000 парижских ливров приобрёл особняк у графа Амори де Неля, брата маршала Франции Ги I де Клермон де Неля, и пожаловал его своему старшему сыну Людовику Наваррскому. После смерти Людовика особняк унаследовал Филипп V, в 1319 году подаривший его своей супруге Жанне Бургундской. По завещанию Жанны особняк Неля был продан в пользу Бургундского коллежа, основанного королевой в рамках Парижского университета. Разрушенные в 1665 году, особняк и Нельская башня уступили место Коллежу Четырёх Наций, основанному согласно завещанию Джулио Мазарини (в настоящее время — Институту Франции и Библиотеке Мазарини).

## «Дело Нельской башни»

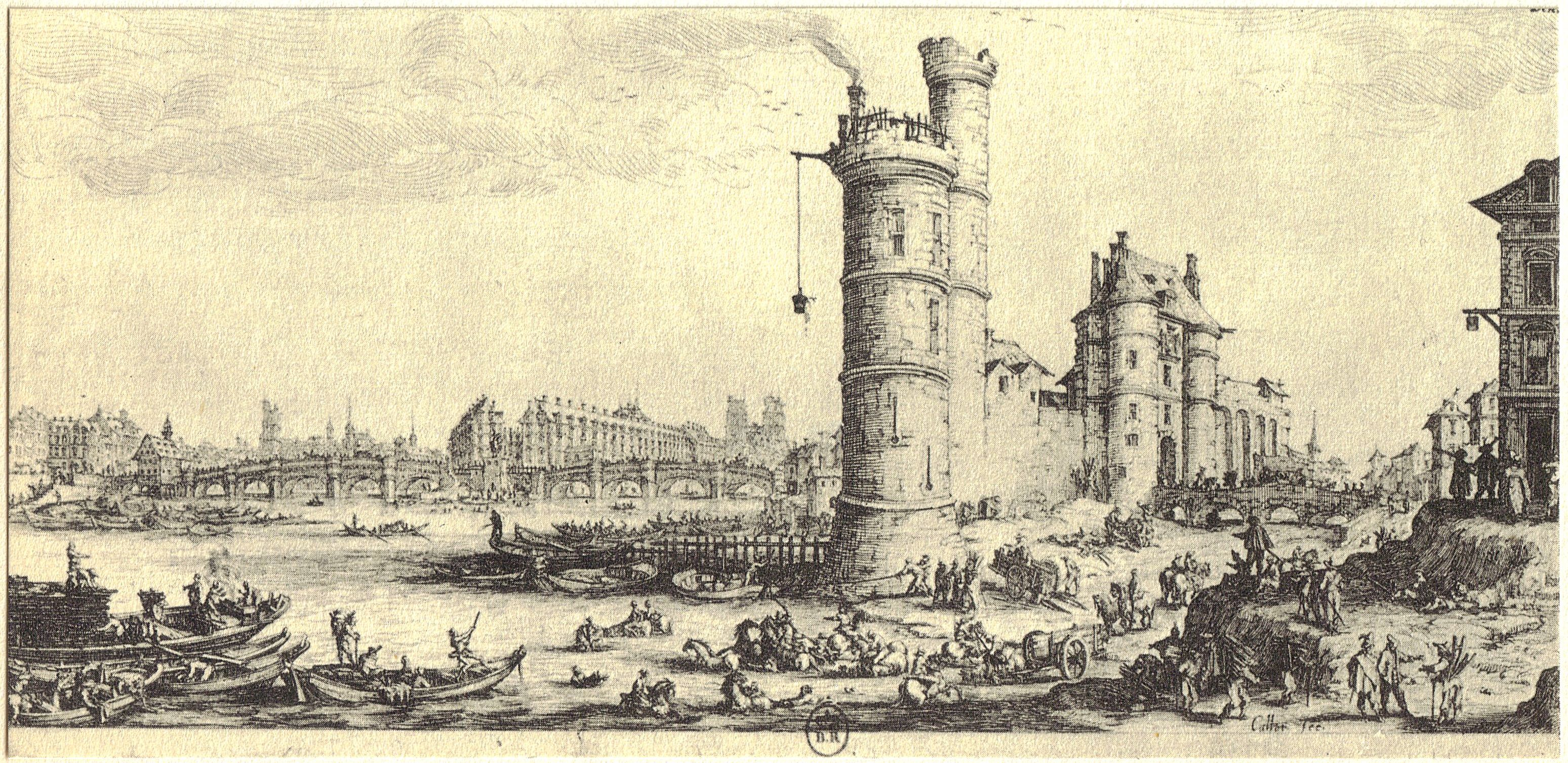
Нельская башня и Пон-Нёф в начале XVII века

С башней связано уголовное дело о супружеской и государственной измене, известное под названием «Дело Нельской башни», — эту историю пересказал Морис Дрюон в первом томе исторической саги «Проклятые короли», в романе «Железный король».
Реальная история с годами обросла легендами, одна из них легла в основу пьесы Александра Дюма и Фредерика Гайярде «Нельская башня», опубликованной в 1832 году. В пьесе описаны сцены оргий и убийств, совершаемых по приказу французской королевы начала XIV века, предположительно Маргариты Бургундской. По сюжету Буридан, главный герой, был первым любовником Маргариты Бургундской в 1293 году; на самом деле тогда Маргарите было лишь три года. «Делу Нельской башни» посвящены также опубликованные в 1913 и 1914 годах романы Мишеля Зевако «Буридан, Герой Нельской башни» и «Кровавая королева, Маргарита Бургундская».